# Rachel Hertz
Rachel Hertz (1793-1841), Synålejomfruen, var en (psykisk) syg kvinde. Hun var moster til Carl Johan, Ludvig Gottfred Fürst og Ida Sophie Fürst. 

## Biografi
Rachel Hertz blev født ind i en jødisk familie og viste under sin skolegang udmærkede evner, men også en mindre elskværdig karakter; hendes legeme var spinkelt og noget sygeligt, ansigtet var vansiret af ar efter kopper. I forbindelse med flere alvorlige sygdomme udviklede sig allerede i pubertetsårene heftige nervøse tilfælde af udtalt hysterisk karakter og med meget forskellige ytringsformer, for hvilke lægerne Callisen og Herholdt behandlede hende.

### Synålene
Efter at hun havde nydt et ret godt helbred i nogle år, tog disse tilfælde på ny fat med overordentlig voldsomhed, med skrig og rasen, og i 1819 opdagede man rundt om på hendes legemes overflade stærkt smertende svulstdannelser, der viste sig at rumme synåle, som antoges at være slugt i vildelse og derefter udvandret fra tarmkanalen; Herholdt udskar i dette og de følgende to år flere hundrede nåle. De smertefulde operationer underkastede hun sig altid med stoisk ro. Samtidig optrådte andre højst besværlige og mærkelige tilfælde, som alle blev udførligt beskrevet af Herholdt i et latinsk skrift med påberåbelse af talrige sagkyndige øjenvidner.

### Kløgt
Efter i 1822 at være indlagt i hans afdeling på Frederiks Hospital frembød hun stadig flere uforklarlige og uhyggelige symptomer, lammelser, stumhed osv. Også udenlandske læger valfartede, hidkaldt ved Herholdts skrift, til hendes sygeseng, men mistanken om en kunstig, bedragerisk fremkaldelse af tilfældene og gennemført simulation voksede samtidig.
Her i landet var udtalte den klartskuende professor Ludvig Levin Jacobson sig tidligt for denne opfattelse, som imidlertid bestemt afvistes af Herholdt, der opfattede sin patient som den ædleste, netop ved sin tålmodighed under uhørte lidelser særlig store kvinde. Dertil kom, at Herholdt, samtidig med at han stadig ventede hendes død, blev mere og mere fængslet af hendes mærkelige begavelse og tilsyneladende interesse for videnskabelige problemer.
Efter fremkomsten af hans latinske skrift om hende lærte hun sig selv på kort tid at læse, ja endog at skrive latin; hun begyndte på hospitalet at føre en latinsk dagbog og en latinsk korrespondance med sin læge. Med ubegribelig kortsynethed lod han hende nu af den medicinske litteratur selv samle og uddrage alle refererede tilfælde af slugte nåle og andre fremmedlegemer, hvilke meddeltes i Carl Ottos tidsskrift Ny Hygæa.
Desuden tog hun med overordentlig energi talrige omfattende uddrag af forfatterne til brug for Herholdts Medicinsk-historisk Arkiv samt til andre lægevidenskabelige skrifter og afhandlinger, han i de år forberedte og udgav, hvorved hun på sin vis kan siges at have erhvervet sig ligefrem fortjeneste af lægevidenskaben.
Herholdt udgav Dagbøger over Rachel Hertz' Sygdomme i Aarene 1807—26 (København 1826). Herholdt tog sig dette bedrageri meget nær, men fandt dog en lille trøst i, at der i Dict. des sciences médic. fandtes to lignende tilfælde omtalte. Hos disse patienter var også flere Hundrede synåle fjernede ved indsnit under lignende omstændigheder som hos Rachel Hertz.

### Den sidste tid
Ved Herholdts afskedigelse fra hospitalet i 1825 blev hun anbragt hos en familie i København. Her blev hun systematisk udspioneret, og herved afsløredes hendes simulation og alle de uhyggelige kunster, hvorved hun fremkaldte sine sygdomstilfælde (1826). Til sidst erkendtes dette også af Herholdt, som loyalt og uforbeholdent har givet beretning derom; men sin altdominerende hysteriske attrå efter at fængsle og absorbere sin læges, ja hele den inden- og udenlandske lægeverdens tanke og interesse havde hun da fået i kun alt for fuldt mål tilfredsstillet. Efter den tid så Herholdt hende ikke mere. Der var tale om strafansvar, men dronningens forbøn hindrede det; hun blev overgivet til religiøs påvirkning af præsten Waldemar Henrik Rothe og blev i 1837 anbragt hos en skovrider ved Åstrup, hvor hun ubemærket døde i foråret 1841.